# Belwa Jabdi
Belwa Jabdi (en népalais : बेल्वाजब्दी) est un comité de développement villageois du Népal situé dans le district de Sarlahi. Au recensement de 2011, il comptait 5 798 habitants.